# Adventures in Freestyle
Adventures in Freestyle — четвёртый альбом британской 
группы Freestylers, выпущенный 2 октября 2006 года.
Трек «Painkiller» был издан в качестве сингла перед началом продаж альбома и является объектом совместных усилий Freestylers и Pendulum. С Pendulum группа работала над созданием песни "Fasten Your Seatbelt" с их альбома Hold Your Colour.

## Список композиций
1. In the Beginning (2:23)
2. Security (4:56) / Сопродюсер — Pendulum
3. Could I Be Dreaming? (4:24)
4. Fast Life (4:35)
5. In Love with You (4:02)
6. Jump N Twist (5:13)
7. Pocketful of Sadness (4:01)
8. Electrified (3:42)
9. Hard to Stay (4:14)
10. Painkiller (4:26)
11. Turn to Dust (5:06)
12. Old Skool Fool (2:32)
13. So Fine (4:35)
14. Beat It Down (4:53)